# Distretto di Apostolove
Il distretto di Apostolove (in ucraino Апостолівський район?) era un distretto dell'Ucraina, situato nell'oblast' di Dnipropetrovs'k. Il suo capoluogo era Apostolove.
È stato soppresso con la riforma amministrativa del 2020.